# Coppa del Mondo giovani di slittino 2015
La Coppa del Mondo giovani di slittino 2014/2015 fu la diciottesima edizione del circuito mondiale dello slittino relativo alla categoria giovani, manifestazione organizzata annualmente dalla FIL; iniziò il 4 dicembre 2014 a Whistler in Canada e si concluse il 6 febbraio 2015 a Winterberg in Germania e si svolse in contemporanea alla medesima competizione riservata agli juniores. Si disputarono diciotto gare: sei prove nel singolo donne, sei nel singolo uomini e sei nel doppio in cinque differenti località; per stilare la graduatoria finale venne scartato il peggior risultato di coloro che disputarono tutte le tappe.
Le coppe di cristallo, trofeo conferito ai vincitori del circuito, furono assegnate alla russa Julia Naumova per quanto concerne il singolo donne, al canadese Adam Shippit nel singolo uomini ed alla coppia di suoi connazionali formata da Matthew Riddle e Reid Watts nel doppio.

## Calendario
| Tappa  | Località   | Pista                           | Data             | Singolo | Singolo | Doppio |
| Tappa  | Località   | Pista                           | Data             | Donne   | Uomini  | Doppio |
| ------ | ---------- | ------------------------------- | ---------------- | ------- | ------- | ------ |
| 1      | Whistler   | Whistler Sliding Centre         | 4 dicembre 2014  | ●       | ●       | ●      |
| 2      | Whistler   | Whistler Sliding Centre         | 6 dicembre 2014  | ●       | ●       | ●      |
| 3      | Park City  | Utah Olympic Park               | 15 dicembre 2014 | ●       | ●       | ●      |
| 4      | Oberhof    | Pista di Oberhof                | 24 gennaio 2015  | ●       | ●       | ●      |
| 5      | Innsbruck  | Olympia Eiskanal Innsbruck-Igls | 30 gennaio 2015  | ●       | ●       | ●      |
| 6      | Winterberg | Eisarena Winterberg             | 6 febbraio 2015  | ●       | ●       | ●      |
| Totale | Totale     | Totale                          | Totale           | 6       | 6       | 6      |

## Risultati

### Singolo donne
| Data             | Località   | Nazione     | Prima classificata        | Seconda classificata        | Terza classificata     | RU    |
| ---------------- | ---------- | ----------- | ------------------------- | --------------------------- | ---------------------- | ----- |
| 4 dicembre 2014  | Whistler   | Canada      | Olesja Michajlenko Russia | Julija Naumova Russia       | Kyla Graham Canada     | [ 4 ] |
| 6 dicembre 2014  | Whistler   | Canada      | Julija Naumova Russia     | Olesja Michajlenko Russia   | Kyla Graham Canada     | [ 5 ] |
| 15 dicembre 2014 | Park City  | Stati Uniti | Julija Naumova Russia     | Olesja Michajlenko Russia   | Kyla Graham Canada     | [ 6 ] |
| 24 gennaio 2015  | Oberhof    | Germania    | Tina Müller Germania      | Alisa Dengler Germania      | Hannah Prock Austria   | [ 7 ] |
| 30 gennaio 2015  | Innsbruck  | Austria     | Tina Müller Germania      | Josephine Meitzner Germania | Alisa Dengler Germania | [ 8 ] |
| 6 febbraio 2015  | Winterberg | Germania    | Tina Müller Germania      | Alisa Dengler Germania      | Hannah Prock Austria   | [ 9 ] |

### Singolo uomini
| Data             | Località   | Nazione     | Primo classificato   | Secondo classificato        | Terzo classificato             | RU     |
| ---------------- | ---------- | ----------- | -------------------- | --------------------------- | ------------------------------ | ------ |
| 4 dicembre 2014  | Whistler   | Canada      | Adam Shippit Canada  | Matthew Riddle Canada       | Reid Watts Canada              | [ 10 ] |
| 6 dicembre 2014  | Whistler   | Canada      | Adam Shippit Canada  | Reid Watts Canada           | Nicholas Klimchuk-Brown Canada | [ 11 ] |
| 15 dicembre 2014 | Park City  | Stati Uniti | Adam Shippit Canada  | Elijah Pedriani Stati Uniti | Matthew Riddle Canada          | [ 12 ] |
| 24 gennaio 2015  | Oberhof    | Germania    | Lucas Geyer Germania | Max Langenhan Germania      | Tobias Heinze Germania         | [ 13 ] |
| 30 gennaio 2015  | Innsbruck  | Austria     | Lucas Geyer Germania | Markus Schwab Germania      | Max Langenhan Germania         | [ 14 ] |
| 6 febbraio 2015  | Winterberg | Germania    | Lucas Geyer Germania | Max Langenhan Germania      | Markus Schwab Germania         | [ 15 ] |

### Doppio
| Data             | Località   | Nazione     | Primi classificati                         | Secondi classificati                                 | Terzi classificati                         | RU     |
| ---------------- | ---------- | ----------- | ------------------------------------------ | ---------------------------------------------------- | ------------------------------------------ | ------ |
| 4 dicembre 2014  | Whistler   | Canada      | Matthew Riddle Reid Watts Canada           | Nicholas Klimchuk-Brown Lucas Gebauer-Barrett Canada | Evan Wildman Heath Karpyshyn Canada        | [ 16 ] |
| 6 dicembre 2014  | Whistler   | Canada      | Evan Wildman Heath Karpyshyn Canada        | –                                                    | –                                          | [ 17 ] |
| 15 dicembre 2014 | Park City  | Stati Uniti | Matthew Riddle Reid Watts Canada           | Nicholas Klimchuk-Brown Lucas Gebauer-Barrett Canada | Evan Wildman Heath Karpyshyn Canada        | [ 18 ] |
| 24 gennaio 2015  | Oberhof    | Germania    | Hannes Orlamünder Paul Gubitz Germania     | Vsevolod Kaškin Konstantin Koršunov Russia           | Matthew Riddle Reid Watts Canada           | [ 19 ] |
| 30 gennaio 2015  | Innsbruck  | Austria     | Felix Schwarz Lukas Gufler Italia          | Vasile Marian Gîtlan Flavius Ion Crăciun Romania     | Hannes Orlamünder Paul Gubitz Germania     | [ 20 ] |
| 6 febbraio 2015  | Winterberg | Germania    | Vsevolod Kaškin Konstantin Koršunov Russia | Vasile Marian Gîtlan Flavius Ion Crăciun Romania     | Andrij Lysec'kyj Myroslav Levkovyč Ucraina | [ 21 ] |

## Classifiche

### Singolo donne
| Pos. | Nome               | Nazione     | Risultati ottenuti | Risultati ottenuti | Risultati ottenuti | Risultati ottenuti | Risultati ottenuti | Risultati ottenuti | Punti totali |
| Pos. | Nome               | Nazione     | WHI-1              | WHI-2              | PAC                | OBE                | INN                | WIN                | Punti totali |
| ---- | ------------------ | ----------- | ------------------ | ------------------ | ------------------ | ------------------ | ------------------ | ------------------ | ------------ |
| 1    | Julija Naumova     | Russia      | 2                  | 1                  | 1                  | 5                  | 6                  | 6                  | 390          |
| 2    | Tina Müller        | Germania    | –                  | –                  | –                  | 1                  | 1                  | 1                  | 300          |
| 3    | Kyla Graham        | Canada      | 3                  | 3                  | 3                  | 14                 | 7                  | 8                  | 298          |
| 4    | Brooke Apshkrum    | Canada      | 4                  | 5                  | 4                  | 4                  | 5                  | DNF                | 290          |
| 5    | Olesja Michajlenko | Russia      | 1                  | 2                  | 2                  | –                  | –                  | –                  | 270          |
| 6    | Alisa Dengler      | Germania    | –                  | –                  | –                  | 2                  | 3                  | 2                  | 240          |
| 7    | Gracie Weinberg    | Stati Uniti | 7                  | 6                  | 5                  | 7                  | 11                 | –                  | 231          |
| 8    | Nicole Pidperyhora | Canada      | 5                  | 4                  | DSQ                | –                  | 12                 | 5                  | 202          |
| 9    | Hannah Prock       | Austria     | –                  | –                  | –                  | 3                  | 4                  | 3                  | 200          |
| 10   | Brittney Arndt     | Stati Uniti | 6                  | 8                  | 7                  | 16                 | 13                 | –                  | 193          |

### Singolo uomini
| Pos. | Nome                    | Nazione     | Risultati ottenuti | Risultati ottenuti | Risultati ottenuti | Risultati ottenuti | Risultati ottenuti | Risultati ottenuti | Punti totali |
| Pos. | Nome                    | Nazione     | WHI-1              | WHI-2              | PAC                | OBE                | INN                | WIN                | Punti totali |
| ---- | ----------------------- | ----------- | ------------------ | ------------------ | ------------------ | ------------------ | ------------------ | ------------------ | ------------ |
| 1    | Adam Shippit            | Canada      | 1                  | 1                  | 1                  | 7                  | 57                 | 36                 | 351          |
| 2    | Lucas Geyer             | Germania    | –                  | –                  | –                  | 1                  | 1                  | 1                  | 300          |
| 3    | Elijah Pedriani         | Stati Uniti | 7                  | 6                  | 2                  | 6                  | 10                 | –                  | 267          |
| 4    | Matthew Riddle          | Canada      | 2                  | 7                  | 3                  | 14                 | DNF                | 17                 | 253          |
| 5    | Reid Watts              | Canada      | 3                  | 2                  | DNF                | 11                 | 54                 | 4                  | 250          |
| 6    | Nicholas Klimchuk-Brown | Canada      | 4                  | 3                  | 8                  | 17                 | 8                  | 13                 | 244          |
| 7    | Max Langenhan           | Germania    | –                  | –                  | –                  | 2                  | 3                  | 2                  | 240          |
| 8    | Markus Schwab           | Germania    | –                  | –                  | –                  | 4                  | 2                  | 3                  | 215          |
| 9    | Daniil Lebedev          | Russia      | 6                  | 8                  | 5                  | 10                 | –                  | –                  | 183          |
| 10   | Evan Wildman            | Canada      | 8                  | 9                  | 6                  | –                  | 22                 | 12                 | 182          |

### Doppio
| Pos. | Nome                                          | Nazione    | Risultati ottenuti | Risultati ottenuti | Risultati ottenuti | Risultati ottenuti | Risultati ottenuti | Risultati ottenuti | Punti totali |
| Pos. | Nome                                          | Nazione    | WHI-1              | WHI-2              | PAC                | OBE                | INN                | WIN                | Punti totali |
| ---- | --------------------------------------------- | ---------- | ------------------ | ------------------ | ------------------ | ------------------ | ------------------ | ------------------ | ------------ |
| 1    | Matthew Riddle Reid Watts                     | Canada     | 1                  | DSQ                | 1                  | 3                  | 7                  | –                  | 316          |
| 2    | Evan Wildman Heath Karpyshyn                  | Canada     | 3                  | 1                  | 3                  | –                  | 5                  | DNF                | 295          |
| 3    | Vasile Marian Gîtlan Flavius Ion Crăciun      | Romania    | –                  | –                  | –                  | 4                  | 2                  | 2                  | 230          |
| 4    | Vsevolod Kaškin Konstantin Koršunov           | Russia     | –                  | –                  | –                  | 2                  | 12                 | 1                  | 217          |
| 5    | Hannes Orlamünder Paul Gubitz                 | Germania   | –                  | –                  | –                  | 1                  | 3                  | DNF                | 170          |
| 5    | Nicholas Klimchuk-Brown Lucas Gebauer-Barrett | Canada     | 2                  | DSQ                | 2                  | –                  | –                  | –                  | 170          |
| 7    | Felix Schwarz Lukas Gufler                    | Italia     | –                  | –                  | –                  | 5                  | 1                  | –                  | 155          |
| 8    | Filip Vejdělek Zdeněk Pěkný                   | Rep. Ceca  | –                  | –                  | –                  | 12                 | 11                 | 4                  | 126          |
| 9    | Tomáš Vaverčák Matej Zmij                     | Slovacchia | –                  | –                  | –                  | 8                  | 4                  | –                  | 102          |
| 10   | Jakob Schmid Juri Gatt                        | Austria    | –                  | –                  | –                  | 7                  | 10                 | –                  | 82           |